# Carità dell'Arcivescovo
La Carità dell'Arcivescovo è una organizzazione di assistenza fondata da Carlo Bianchi nel dicembre 1943.

## Storia
L'idea nasce dopo la lettera pastorale del 21 febbraio 1943 con la quale il cardinale Alfredo Ildefonso Schuster invitava gli universitari e i laureati cattolici a porsi in modo attento nei confronti della realtà fatta di bombardamenti, orfani, sfollati e impoverimento dei milanesi a causa della guerra, non solo per alleviarne i disagi, ma anche per prepararsi in vista della ricostruzione della società futura.
Nel novembre dello stesso anno l'ingegner Carlo Bianchi sottoponeva al Cardinale l'idea di costituire un Centro di Assistenza, che lo stesso Cardinale volle venisse chiamato "Carità dell'Arcivescovo".
Nel documento venivano proposte alcune attività che avrebbero contribuito a migliorare la qualità della vita per i cittadini meno abbienti della città; il centro di assistenza medico, il centro di assistenza legale, il centro di assistenza economico, il centro di assistenza scolastico, un centro culturale per lo svolgimento di conferenze attinenti alle tematiche sociali. 
L'associazione iniziò la sua attività clandestinamente nel gennaio 1944, vi aderirono con entusiasmo medici, avvocati, insegnanti che fornivano il loro servizio gratuitamente, e fu poi costituita con Atto formale a rogito del notaio Alessandro Brambilla nel 1946.
Il 12 luglio del 1989 (45º anniversario della fucilazione del fondatore) La Carità dell'Arcivescovo modificava il proprio Statuto cambiando la denominazione in "Centro di Assistenza Legale e Medica Card. Schuster" per evitare fraintendimenti con la Fondazione Caritas Ambrosiana nata nel 1963.
L'attività del Centro di Assistenza Legale e Medica continua ancora in via Bergamini 10 di Milano e il 7 dicembre 2019 il Centro è stato insignito dell'Attestato di Benemerenza del Comune di Milano, con la seguente motivazione: "Da 75 anni assiste i bisognosi garantendo cure mediche e aiuto legale gratuiti. È la storia di una presenza silenziosa e discreta che incarna a pieno titolo lo spirito solidale di Milano. Formato in clandestinità nel 1944 da un gruppo di studenti universitari e professionisti appartenenti all’Azione Cattolica, guidati dall’ingegner Carlo Bianchi, si è subito distinto per l’aiuto ai civili colpiti duramente dalla guerra. Su invito dell’allora cardinale Schuster i giovani cattolici si sono mobilitati costruendo iniziative concrete di sostegno e solidarietà. Bianchi ha pagato con la vita il suo impegno, fucilato dai nazifascisti. Sacrificio che non è stato vano perché, dalla guerra fino ad oggi, l’attività del centro continua ad accogliere e sorreggere gli ultimi senza sosta e senza proclami, fornendo un numero sempre maggiore di prestazioni con rinnovata generosità e semplicità verso tutti".
Anche a Torino si affermerà una simile organizzazione, con i medesimi scopi.

## Persone legate all'organizzazione milanese
- Don Andrea Ghetti
- dott. Angelo Bianchi Bosisio
- avv. Ugo Testori
- dott. Domenico Moretti